# Nikolai Nikolajewitsch Bunge
Nikolai Nikolajewitsch Bunge (russisch Николай Николаевич Бунге; * 5. Februarjul. / 17. Februar 1885greg. in Kiew; † 1921 auf der Krim) war ein russischer Chemiker und Hochschullehrer deutscher Abstammung.

## Leben
Bunge stammte aus der Gelehrten- und Adelsfamilie Bunge, seine Eltern waren der Chemiker Nikolai Andrejewitsch Bunge und seine Frau Jewgenija geborene Schipowskaja, Tochter des Generalgouverneurs P. A. Schipowski der Gouvernements Kiew, Wolhynien und Podolien. Bunge besuchte 1897–1904 das 1. Kiewer Gymnasium. 1905–1906 machte er Praktika in Laboratorien in Genf und Leipzig. Darauf studierte er an der Universität Kiew in der physikalisch-mathematischen Fakultät. Für seine Diplomarbeit über die Wirkung von Jod auf Silbercarbonat erhielt er 1910 die Goldmedaille. 1913 wurde er zum Magister der Chemie promoviert.
Nach dem Studium lehrte Bunge an der Universität Kiew. 1915 arbeitete er an der Universität Charkow im Laboratorium Alexei Andrejewitsch Albizkis. 1916 wurde er Privatdozent. Während des Ersten Weltkriegs leitete er das Semstwo-Oblast-Laboratorium an der Südwestfront. Bunge war Besitzer eines Gutshofs im Ujesd Taraschtscha. Er heiratete und bekam 1915 eine Tochter.
Bunge lehrte nach der Oktoberrevolution ab 1918 an der Taurischen Filiale der Universität Kiew in Simferopol wie auch Nikolai Mitrofanowitsch Krylow, Nikolai Iwanowitsch Kusnezow und Leon Iossifowitsch Kordysch. Bunge richtete am chemischen Laboratorium der Universität eine Bibliothek ein, in die er einen wesentlichen Teil seiner eigenen Bücher einbrachte. Als im Mai 1920 auf Initiative Wladimir Iwanowitsch Wernadskis bei der Gesellschaft der Naturfreunde der Krim die Kommission zur Untersuchung der Produktivkräfte der Krim entstand, wurde Bunge ihr Mitglied. Daneben lehrte er an der Volksuniversität Simferopol. Im Russischen Bürgerkrieg verließ die Weiße Armee Pjotr Nikolajewitsch Wrangels im November 1920 die Krim. Als sich 1921 die Hungersnot ausbreitete und der Tschekist Alexander Wladimirowitsch Eiduk den Kampf gegen den Hunger in der RSFSR ausrief und es zu brutalen Beschlagnahmeaktionen kam, tötete sich Bunge.
Bunges ältere Schwester Katharina (1874–1933) war russischsprachige Dichterin und Übersetzerin. Sie veröffentlichte in der Kijewskaja mysl, im Westnik Jewropy und im Mir Boschi. Werke Franz von Assisis übersetzte sie ins Russische. Sie starb in Berlin und wurde auf dem Russischen Friedhof in Berlin-Tegel begraben.

## Ehrungen
- Sankt-Stanislaus-Orden III. Klasse[1]